# Các dân tộc Tungus

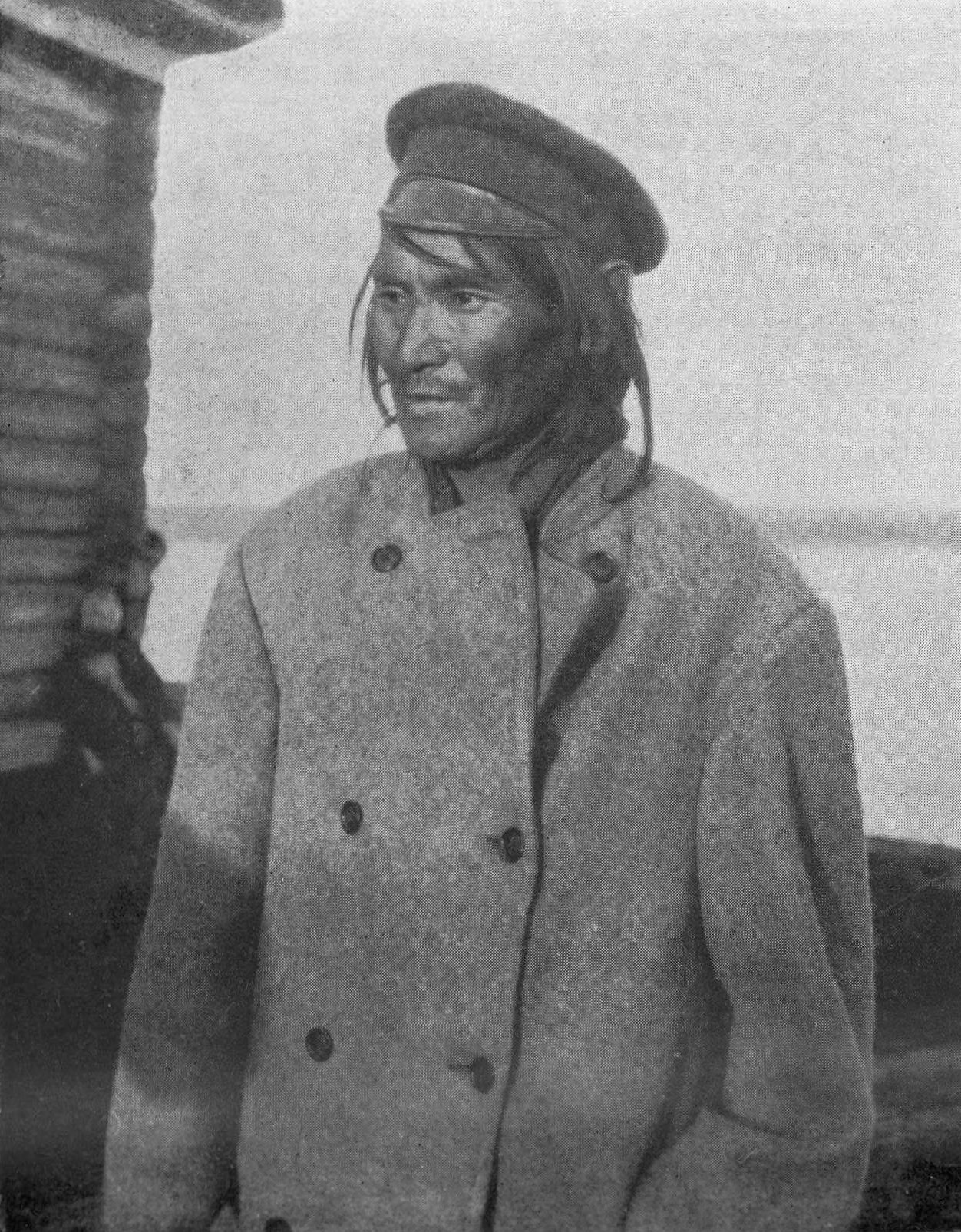
Một người đàn ông Tungus ở Vorogovo, Siberia, Nga năm 1914.

Các dân tộc Tungus hay Thông Cổ Tư (tiếng Hán: 通古斯) là một nhóm khoảng 12 dân tộc sinh sống tại vùng đông bắc Trung Quốc và phía đông nam Liên bang Nga. Các nhóm sắc tộc Tungus sử dụng nhóm ngôn ngữ Tungus thuộc ngữ hệ Altai, tên gọi Tungus cũng bắt nguồn từ đó mà ra. Các sắc tộc Tungus bao gồm:
- Người Evenk (Эвенки trong tiếng Nga, hay còn gọi là người Ngạc Ôn Khắc/鄂温克族 trong tiếng Trung)
- Người Even (Эвены trong tiếng Nga)
- Người Nanai hay Hezhen (Нанайцы trong tiếng Nga, hay còn gọi là người Hách Triết/Na Nãi (赫哲族/那乃人 trong 1 tiếng Hán Trung Hoa)
- Người Oroch (tiếng Nga: Орочи, tên tự gọi Nani)
- Người Ulch (ульчи hay ольчи trong tiếng Nga, tên tự gọi Nani)
- Người Mãn bên Trung Quốc
- Người Ngạc Luân Xuân hay là người Oroqen/Orocho bên Trung Quốc
- Người Orok (Ороки trong tiếng Nga hay Ulta, Ulcha)
- Người Negidal (Негидальцы trong tiếng Nga), chỉ còn một bộ phận nhỏ sống tại Nga
- Người Nivkh  là một nhóm sắc tộc bản địa sinh sống ở nửa phía bắc của đảo Sakhalin và hạ lưu của sông Hắc Long Giang và duyên hải lục địa Nga
- Người Udege tại Nga (Удэгейцы trong tiếng Nga)
- Người Tích Bá (Xibe)